# 川崎備寛
川崎 備寛（かわさき よしひろ、かわさき びかん、1891年3月13日 - 1963年3月26日）は、日本の翻訳家、麻雀研究家。

## 主な経歴
大阪府貝塚市生まれ。関西学院大学政治部中退後、文筆活動に入り1923年（大正12年）『文藝春秋』の同人となる。1924年から麻雀を始め、1929年（昭和4年）日本麻雀連盟創立に際し中央委員。1930年（昭和5年）最高段位7段となる。1932年（昭和7年）麻雀団体が合併して大日本麻雀連盟が結成され、機関誌『麻雀日本』の編集長に就任。
1934年（昭和9年）、警視庁による麻雀賭博の摘発が続く中で、川崎も同年2月に死去した直木三十五の追善麻雀大会に参加したことを追及され、同年3月に福田蘭童、多賀谷信乃、淵川銀次らとともに一斉検挙された。
第二次世界大戦後の後1948年（昭和23年）、連盟再建にあたり関東本部幹事長。1953年（昭和28年）理事長、1959年（昭和34年）副総裁。1961年（昭和36年）連盟最初の九段。死後名人位を追贈される。

## 著書
- 麻雀通（四六書院、1930）
- 麻雀の打ち方（大泉書店、1949）
- 最新麻雀入門 川津書店 1950 (入門新書)
- 麻雀千夜一夜（明玄書房 1953）
- 麻雀の勝ち方（大泉書店 1956）
- 麻雀必勝法 手塚晴雄共著 (虹有社 1966)

## 翻訳
- ワルト・ホイットマン訪問記 並に彼れの生涯と作品に対する考察 エドワード・カアペンター 聚英閣 1919.10
- シルヴエストル・ボナール博士の罪 アナトール・フランス 冬夏社 1922
- 科学史をかざる人々 R.J.Harvey Gibson 河出書房 1941
- 愛の楽聖伝 J.カスバート・ハッデン 東晃社 1941
- 大作曲家の恋愛と結婚 C.ハッデン 音楽之友社 1963